# Dserschinski (Stadt)
Dserschinski (russisch Дзержи́нский) ist eine Stadt in Russland am linken Moskwa-Ufer in der Oblast Moskau. Sie liegt südöstlich von Moskau unmittelbar hinter dessen Stadtgrenze, zwischen den Städten Widnoje und Ljuberzy. Die Einwohnerzahl Dserschinskis beträgt 47.163 (Stand 14. Oktober 2010).

## Geschichte

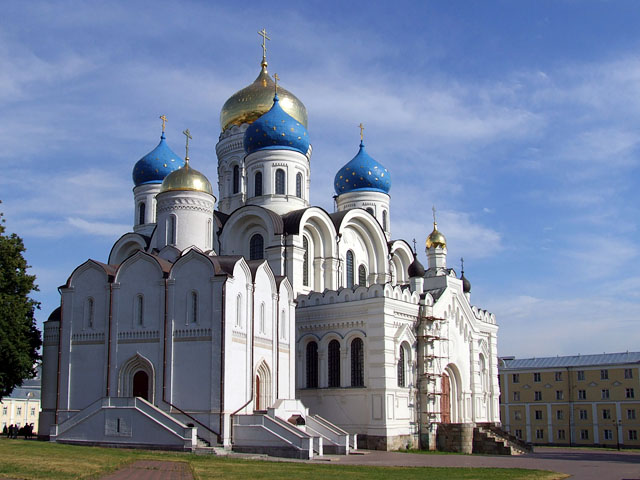
Erlöser-Verklärungs-Kathedrale des Nikolaus-Klosters

Der Ort entstand 1380 mit der Gründung eines Klosters durch den Moskauer Großfürsten Dmitri Donskoi zu Ehren seines vorangegangenen Sieges über die Goldene Horde. Nach dem nahen Flüsschen Ugrescha bekam das Kloster den Namen Nikolaus-Kloster an der Ugrescha, die daneben entstandene Siedlung nannte man ebenfalls Ugrescha oder Ugreschskaja. Das Kloster existierte bis 1920, wurde danach von den Bolschewiki aufgelöst und zu einem Arbeitslager für Straßenkinder umfunktioniert. 1921 wurde neben dem Lager eine Arbeitersiedlung angelegt, die 1938 den Status einer städtischen Siedlung sowie ihren heutigen Namen Dserschinski (zu Ehren des Politikers und Mitinitiators des Lagers Felix Dserschinski) erhielt. Seit 1981 ist Dserschinski eine Stadt, seit 1996 eine kreisfreie Stadt.
Das Nikolaus-Kloster wurde erst 1991 wieder an die Russisch-Orthodoxe Kirche zurückgegeben, allerdings ohne das älteste Kirchengebäude des Klosters: Die Nikolaus-Kathedrale aus dem 16. Jahrhundert wurde 1940 abgerissen.

## Wirtschaft und Infrastruktur
In Dserschinski gibt es mehrere chemische Fabriken und ein Heizkraftwerk. Verkehrstechnisch ist die Stadt an den Moskauer Autobahnring MKAD angebunden. Mehrere Bus- und Marschrutka-Linien stellen öffentliche Verkehrsverbindungen mit Moskau und Ljuberzy her. Darüber hinaus existiert eine Eisenbahn-Stichstrecke von Ljuberzy nach Dserschinski, die allerdings 1997 für den Personenverkehr stillgelegt wurde.

## Vorfälle
Am 30. März 2006 fiel der langjährige Bürgermeister Dserschinskis Wiktor Dorkin einem mutmaßlichen Auftragsmord zum Opfer, woraufhin im Juni des gleichen Jahres in Dserschinski vorzeitige Bürgermeisterneuwahlen stattfanden. Als Hintergrund der Tat wurde der Streit Dorkins mit einer örtlichen Baufirma vermutet. 

## Söhne und Töchter der Stadt
- Nikita Krjukow (* 1985), Skilangläufer
- Anastassija Romanowa (* 1991), Gewichtheberin